# Poul Anderson
Poul William Anderson (25 de novembre de 1926 - 31 de juliol de 2001) va ser un escriptor de ciència-ficció. Va començar durant una de les edats d'or del gènere i va continuar escrivint i sent popular durant el segle xxi. Anderson també va escriure obres de fantasia, novel·les històriques, i un gran nombre d'històries curtes. Ha rebut nombrosos premis de literatura, entre ells set Premis Hugo i tres Premis Nebula.

## Biografia
Poul Anderson va néixer el 25 de novembre de 1926, a Bristol, Pennsilvània, de pares escandinaus
Poc després del seu naixement, el seu pare, Anton Anderson, enginyer, es va traslladar amb la seva família a Texas, on van viure durant més de deu anys. Després de la mort d'Anton, la seva mare va portar els seus fills a viure a Dinamarca. La família va tornar als Estats Units després de l'esclat de la Segona Guerra Mundial, i va anar a viure en una granja de Minnesota.
Anderson va graduar-se en física per la Universitat de Minnesota el 1948. Encara que llicenciar-se amb honors, Anderson no va fer buscar feina com a físic i va dedicar-se a la literatura. La seva primera història va ser publicada el 1947, quan encara era estudiant a la Universitat de Minnesota. Per pagar els seus estudis, va publicar el seu primer text de Tomorrow's children, el març de 1947 a la revista Astounding. Es va graduar un any després. i va treballar com a escriptor independent.
En els anys següents, es va traslladar a San Francisco, on segueix escrivint històries curtes, ja sigui sol o en col·laboracions, especialment amb Howard Waldrop, Gordon R. Dickson i Karen Kruse. No va ser fins al 1952 que va aparèixer la seva primera novel·la, Vault of the ages (La Cambra dels segles) un llibre per a nens. Brain wave la seva primera novel·la de ciència-ficció, es va publicar dos anys més tard.
Es va casar amb la seva col·lega Karen Kruse el 1953 i el 1954 van tenir una filla, Astrid, que va casar-se amb l'autor de ciència-ficció Greg Bear. Va morir el 31 de juliol de 2001.

### Novel·les
- En órbita (1951)
- La onda cerebral (1954)
- La espada rota (1954)
- Sin mundo propio (aka The Long Way Home) (1955)
- Rutas estelares (1956)
- Guerra de alados (1958)
- The Enemy Stars (1959)
- Planeta de mujeres (1959)
- La gran cruzada (1960)
- El crepúsculo del mundo (1961)
- Los corredores del tiempo (1965)
- The Star Fox (1965)
- El mundo de Satán (1969)
- Tau cero (1970)
- The Byworlder (1971)
- The Dancer from Atlantis (1971)
- There Will Be Time (1972)
- The People of the Wind (1973)
- Hrolf Kraki's Saga (1973)
- Tiempo de fuego (1974)
- A Midsummer Tempest (1975)
- Mirkheim (1977)
- El avatar (1978)
- Orion Shall Rise (1983)
- Hoka! (con Gordon R. Dickson, 1983)
- Star Prince Charlie (amb Gordon R. Dickson, 1983)
- No Truce with Kings (1986)
- La nave de un millón de años (1989)
- Inconstant Star (1990)
- Cosecha de estrellas (1993)
- Las estrellas son de fuego (1994)
- Starfarers (1998)
- Genesis (2000)

### Antologies
- Guardianes del tiempo (1960)
- Extraños terrícolas (1961)
- Orbita ilimitada (1961)
- Lo mejor de Poul Anderson (1969)
- Los muchos mundos de Poul Anderson (1974)
- El pueblo del aire (1976)
- El último viaje (1976)
- La patrulla del tiempo (1991)

### Relats
- Duelo en Syrtis (1951)
- ¡Cuidado, terrestre! (1951)
- El saqueador de estrellas (1952)
- Llámame Joe (1957)
- Eutopía (1967)

## Premis

### Obtinguts
- 1961: Premi Hugo de relat curt per The Longest Voyage
- 1964: Premi Hugo de relat curt per No Truce With Kings
- 1969: Premi Hugo de relat llarg per The Sharing of Flesh
- 1972: Premi Nebula de relat llarg per La reina del aire y la oscuridad
- 1972: Premi Hugo de novel·la curta per La reina del aire y la oscuridad
- 1973: Premi Nebula de relat llarg per El canto del chivo
- 1973: Premi Hugo de relat llarg per El canto del chivo
- 1973: Encuesta Locus: Quint en el ranking d'autors preferits de tots els temps
- 1975: Premi de Fantasía Mitopoyética de novel·la per A Midsummer Tempest
- 1975: Premi Británic de Fantasía de novel·la per Hrolf Kraki's Saga
- 1977: Encuesta Locus: 12 en el ranking de millors autors de tots els tiempos
- 1979: Premi Hugo de relat llarg per La luna del cazador
- 1982: Premi Nebula de novel·la curta per El juego de Saturno
- 1982: Premi Hugo de novel·la curta per El juego de Saturno
- 1982: Premio Skylark de la Asociación de Ciencia Ficción de Nueva Inglaterra
- 1985: Prometheus Hall of Fame per Trader To The Stars
- 1993: Premi Seiun de novel·la extranjera per Tau cero
- 1995: Premi Prometheus per Las estrellas son de fuego
- 1995: Prometheus Hall of Fame per The Star Fox
- 1997: Nomenat gran mestre de la ciència-ficció per la SFWA
- 1999: Enquesta Locus sobre mejor novel·la curta de todos los tiempos: La reina del aire y la oscuridad - Puesto 34º
- 2000 Incluido en el Salón de la Fama de la ciencia ficción
- 2001: Premi John W. Campbell Memorial de novel·la per Génesis
- 2001: Premi Prometheus (premi especial a tota la seva carrera)

### Finalista
- 1959: Premi Hugo de novel·la per The Enemy Stars
- 1961: Premi Hugo de novel·la per The High Crusade
- 1966: Premi Nebula de novel·la per The Star Fox
- 1966: Premi Nebula d'història llarga per The Life of Your Time
- 1966: Premi Hugo de relat curt per Marque and Reprisal
- 1969: Premi Nebula de relat llarg per The Sharing of Flesh
- 1969: Premi Nebula de relat curt per Kyrie
- 1971: Premi Nebula de novel·la curta per The Fatal Fulfillment
- 1971: Premi Hugo de novel·la per Tau cero
- 1972: Premi Nebula de novel·la per The Byworlder
- 1973: Premi Hugo de novel·la per There Will Be Time
- 1973: Premi de Fantasía Mitopoyética de novel·la per The Dancer from Atlantis
- 1974: Premi Nebula de novel·la per The People of the Wind
- 1974: Premi Hugo de novel·la per The People of the Wind
- 1974: Premi de Fantasía Mitopoyética de novel·la per Hrolf Kraki's Saga
- 1975: Premi Mundial de Fantasía de novel·la per A Midsummer Tempest
- 1975: Premi Hugo de novel·la per Tiempo de fuego
- 1976: Premi Nebula de novel·la per A Midsummer Tempest
- 1980: Premi Nebula de relat llarg per The Ways of Love
- 1984: Premio Prometheus de novel·la per Orion Shall Rise
- 1990: Premi Nebula de novel·la per La nave de un millón de años
- 1990: Premi Hugo de novel·la per La nave de un millón de años
- 1990: Premio Prometheus de novel·la per La nave de un millón de años
- 1998: Premio Prometheus de novel·la per The Fleet of Stars
- 1999: Premio John W. Campbell Memorial|John W. Campbell Memorial de novel·la per Starfarers

## Pseudònims
- A.A. Craig
- Michael Karageorge
- Winston P. Sanders